# Пел-Мел (Лондон)
Пел-Мел (англ. Pall Mall [ˌpæl ˈmæl]) — центральна вулиця Сент-Джеймського кварталу у боро Вестмінстер, що з'єднує вулицю Сент-Джеймс з Трафальгарською площею і є ділянкою регіональної дороги А4. Паралельно цій вулиці проходить церемоніальна алея Мелл.
Вулиця отримала свою назву від гри «palle-maille» (щось середнє між крокетом і гольфом), в яку грали на початку XVII століття перед королівською резиденцією.

## Загальні відомості
Протягом півтори сотні років ця велична вулиця була центром клубного життя Лондона. У XVII столітті там було чимало кав'ярень, де зустрічались джентльмени в пошуках відпочинку від жінок. У XVIII столітті вулиця стає центром модного шопінгу, а в XIX — місцем розташування найвідоміших клубів джентльменів.
Такі клуби як «The Traveller's Club» і «The Reform Club», а також літературний клуб Атенеум збереглись до XXI століття. Військове відомство розташовувалось на цій вулиці в XIX столітті. 1908 року на Пел-Мел розташувалась штаб-квартира Королівського автомобільного клубу.
Вулиця довжиною 0,4 милі (0,64 км) проходить зі східної сторони Сент-Джеймського кварталу Сент-Джеймс із від вулиці Сент-Джеймс через площу Ватерлоо в напрямку вулиці Хеймаркет і продовжується як провулок Пел-Мел-Іст в напрямку Трафальгарської площі.
Номери будинків зростають послідовно на північній стороні зі сходу на захід, а потім продовжуються на південній стороні з заходу на схід. Вулиця є частиною А4, головної дороги, що проходить на захід від центру Лондона. Автобусний маршрут London Bus № 9 працює в західному напрямку вздовж Пел-Мел, з'єднуючи Пікаділлі з кварталом Гайд-Парк-Корнер (на південно-східному розі Гайд-парку).
На південній стороні Пел-Мел розташовані Сент-Джеймський палац і особняк Мальборо-хаус.